# Cesta I. triedy 71
Die Cesta I. triedy 71 (slowakisch für ‚Straße 1. Ordnung 71‘), kurz I/71, ist eine Straße 1. Ordnung in der Slowakei. Sie befindet sich in der Süd-Mitte des Landes und verbindet Städte Lučenec und Fiľakovo mit der ungarischen Grenze bei Šiatorská Bukovinka.
Sie beginnt außerhalb Lučenec im Südslowakischen Kessel und verläuft Richtung Südosten nach Fiľakovo. Auf halbem Weg überquert sie den Fluss Ipeľ. Von Fiľakovo nach Süden passiert die Straße durch die Cerová vrchovina, bevor sie an der Grenze Slowakei-Ungarn, 7 km vor Salgótarján endet und in die ungarische Hauptstraße 21-es főút übergeht.
Vor den 1990er Jahren hatte die Straße einen anderen Verlauf: sie begann in Pôtor, südwestlich von Lučenec und verlief über Dolná Strehová, entlang der ungarischen Grenze nach Lučenec.